# Општи избори у Србији 1989.
Општи избори у Србији, једној од шест република Социјалистичке Федеративне Републике Југославије, одржани су 12. новембра 1989. на којима су изабрани председник председништва Социјалистичке Републике Србије и делегати за Скупштину СР Србије. Избори за делегате су такође били одржани 10. и 30. новембра 1989. Поред општих избора, локални избори су били одржани истовремено. Ово су били први директни избори након усвајања новог Устава Југославије и делегатског изборног система и последњи избори који су спроведени по једнопартијском систему.
Овим изборима је претходио успон Слободана Милошевића, који је, након што је 1986. године изабран за председника председништва Централног комитета Савеза комуниста Србије (СКС), збацио свог ментора Ивана Стамболића и Стамболићеве савезнике са кључних функција 1987. године. Милошевић је потом започео антибирократску револуцију, током које власти Црне Горе, Војводине и Косова бивају збачене и замењене Милошевићевим присталицама, и мењање Устава Србије. Након што је Милошевић у мају 1989. именован за председник Председништва СР Србије, за новембар 1989. бивају расписани председнички и парламентарни избори.
Милошевић, Михаљ Кертес, Зоран Пјанић и Мирослав Ђорђевић били су кандидати на председничким изборима на којима је Милошевић убедљиво победио. СКС је такође освојио 303 мандата, што је нето губитак од 20 мандата у односу на изборе 1986. године, а 37 појединаца који нису били чланови СКС-а освојило је остатак мандата у Скупштини. Савез комуниста Југославије је престао да функционише у јануару 1990. године, а након референдума у јулу 1990. Србија је усвојила нови устав којим је установљен вишепартијски систем и смањена овлашћења аутономних покрајина Косова и Војводине. Први вишепартијски избори одржани су у децембру 1990. године.

## Позадина

### Након Другог светског рата
После Другог светског рата, Комунистичка партија је учврстила власт у Југославији, трансформишући земљу у социјалистичку државу. Свака република имала је свој огранака Комунистичке партије, те је Србија имала Комунистичку партију Србије. Савезна партија се преименовала у Савез комуниста Југославије (СКЈ) на свом 6. конгресу 1952. године. Њене гране су учинеле исто тако да Комунистичка партија Србије постала је Савез комуниста Србије (СКС). Јосип Броз Тито био је председник СКЈ до своје смрти 1980. године.
Након Титове смрти, Југославије се суочила са проблемима око привреде, устава и потенцијалног пораста етничког национализма. Југославија је у почетку спровела мере штедње како би смањила свој дуг. Уместо смањења, током 1980-их је ипак дошло до брзог повећања дуга, инфлације и незапослености. По мишљењу Златоја Мартинова, републике су због кризе „ојачале и постале де факто државе са сопственим оружаним снагама“.‍:стр. 9 Мартинов је такође рекао да је постепени процес распад Југославије већ започео.‍:стр. 10 После парламентарних избора 1986. Десимир Јевтић је изабран за премијера Србије.

### Успон Слободана Милошевића
Иван Стамболић, председник Градског комитета Савеза комуниста Београда, изабран је 1984. године за преседседник председништва ЦК СКС. Сматран као реформиста унутар СКС, Стамболић је био ментор Слободана Милошевића, његовог колеге са Правног факултета Универзитета у Београду. Након што је 1984. године постао председник председништва ЦК СКС, Стамболић је именовао Милошевића као наследника његове претходне функције, упркос противљењу старијих комунистичких функционера. Милошевић је тада започео формирање фракције чиновника који су му били лојални.
Стамболић је пред парламентарне изборе 1986. најавио да ће се повући са места председника СКС.‍:стр. 105 Упркос подршци 84 општинска одбора СКС-а, Милошевић је и даље имао снажно противљење унутар странке.‍:стр. 105, 108 Било је предлога да на изборима за руководство буде више кандидата, мада је Председништво изгласало 12 напрем 8 да се Милошевић предложи за јединог кандидата за председника председништва ЦК СКС.‍:стр. 106, 110 Милошевић је успешно изабран за председника СКС маја 1986. године, док је Стамболић почео да обавља функцију председника Србије, након што га је изабрало Председништво ЦК СКС.‍:стр. 105, 120 Драгиша Павловић, један од Стамболићевих савезника, постао је председник Градског комитета Савеза комуниста Београда.‍:стр. 118
Милошевић је направио окрет ка популистичком дискурсу у априлу 1987. године. Почео је да себе представља као присталица косовских Срба, а током једне посете Косову рекао је Србима да „не сме нико да вас бије”. Током истог периода, постао је критичнији према Стамболићу и Павловићу, посебно због њиховог умереног става према Косову. Милошевић је сазвао седницу ЦК СКС за септембар 1987. На седници је Стамболић покушао да помири Павловића и Милошевића, али је Милошевић ипак наставио да критикује Стамболића и Павловића. Павловић и остали Стамболићеви савезници су тада смењени са својих функција. Неки политиколози су седници окарактерисали као државни удар.‍:стр. 35 Стамболић је после седнице смењен са места председника Србије у децембру 1987. Потом се повукао из политике.
Почев од 1988. године у Србији и Црној Гори почињу протести, названи антибирократска револуција, у знак подршке Милошевићевом програму централизације.‍:стр. 41 Иако је Милошевић негирао да је директно умешан у протесте, он је заправо имао директан контакт са организаторима. У Црној Гори је руководство било принуђено да поднесе оставку. Заменила ју је промилошевићевска фракција на челу са Момиром Булатовићем. Сличан сценарио је уследио убрзо у Војводини и на Косову. У Војводини је Михаљ Кертес посебно постао истакнута личност због изјаве: „Зашто се ви као Срби плашите Србије, кад се ја као Мађар не плашим?“. Социјалистички савез радног народа Србије (ССРНС), организација народног фронта подређена СКС-у, предложио је Милошевића на место председника Председништва СР Србије и успешно је именован 8. маја 1989. године.‍:стр. 15

### Уставне промене
После антибирократске револуције дошло је до амандмана на југословенски Устав из 1974. године.‍:стр. 186 Према Уставу из 1974., Косову је дата пуна аутономија и једнак статус гласања као и осталих шест република СФРЈ. После протеста у марту 1989. Милошевић је предложио амандмане које су убрзо прихватиле Скупштина САП Косова и Скупштина СР Србије. Амандманом су укинута овлашћења која су аутономним покрајинама Косово и Војводина добиле Уставом из 1974. године.‍:стр. 186

## Изборни систем
Током избора 1989. године, изборни систем Србије био је у складу са уставом из 1974. године. Уместо директног избора чланова Скупштине, грађани су гласали за саставе делегацијских тела. Чланови ових делегацијских тела тада су бирали делегате који су били у Скупштини СР Србије. Систем гласања је био веома сложен и комбиновао је елементе директног, посредног и већинског система гласања.‍:стр. 24‍:стр. 63 Право гласа имали су они који су имали 15 или више година, а они који су служили војску у време избора су могли да гласају у својим војним станицама.‍:стр. 69, 72 Неважећи гласачки листићи уведени су са изборима 1989. године; листић који је био празан или за којег се није могло утврдити за кога се гласало сматрао се неважећим.‍:стр. 69, 72
Скупштина је била подељена на три већа.‍:стр. 73–74 Веће удруженог рада имало је 160 делегата, док су Веће општина и Друштвено-политички савет имали по 90 делегата. Делегати потом бирају чланове председништва СР Србије, Савета Републике и члана председништва Социјалистичке Федеративне Републике Југославије. У време избора 1989. Србија је још увек била једнопартијска држава, али су избори 1989. били први непосредни избори одржани од 1974. године.‍:стр. 69
Парламентарни избори одржани су у три одвојена дана: 10, 12. и 30. новембра 1989.‍:стр. 27 Локални избори су одржани истих дана као и парламентарни избори.‍:стр. 27 Председнички избори одржани су само 12. новембра.‍:стр. 15 Бирачка места су била отворена од 07:00 до 19:00.‍:стр. 71

### Политичке странке
У табели испод су наведене политичке партије изабране у Скупштини СР Србије након парламентарних избора 1986. године.‍:стр. 33 У Већу удруженог рада било је 148 делегата СКС, у Већу општина их је било 88, а у Друштвено-политичком савету 87 делегата СКС.‍:стр. 33 Већина делегата је била млађа од 50 година.‍:стр. 33
| Назив | Назив                  | Вођа           | Резултати 1986. | Резултати 1986. |
| Назив | Назив                  | Вођа           | Мандати         |                 |
| ----- | ---------------------- | -------------- | --------------- | --------------- |
|       | Савез комуниста Србије | Иван Стамболић | 323 / 340       |                 |
|       | Независни              | –              | 17 / 340        |                 |

## Спровођење избора
Након Милошевићевог именовања на место председника председништва СР Србије, расписани су избори да би се одбациле све потенцијалне критике о томе да Милошевићево именовање није „жеља читавог народа“.‍:стр. 15 Председнички избори су тако послужили као референдум о томе да ли Милошевић треба да остане на месту председника председништва.‍:стр. 15‍:стр. 3 СКС је навео да ови избори „треба да покажу да верујемо у политику свог руководства“.‍:стр. 15 Током избора председник председништва ЦК СКС био је Богдан Трифуновић. У оквиру предизборне кампање у Србији је организовано преко 10.000 конференција делегацијских тела.‍:стр. 71 Било је 19.478 тела делегације која су имала укупно 346.518 чланова.‍:стр. 33

### Председнички кандидати
На седници ССРНС 1. новембра 1989. Милошевић је формално предложен за председничког кандидата.‍:стр. 68 Како би председнички избори били перципирани као демократски, ССРНС је на изборе предложио да учествује више кандидата.‍:стр. 15 Међутим, ниједан кандидат у почетку није желео да ризикује да учествује против Милошевића.‍:стр. 15 ССРНС је на крају предложио укупно четири кандидата, а то су били Милошевић, Кертес, и професори Зоран Пјанић и Мирослав Ђорђевић.‍:стр. 15

## Резултати
Према извештају Политике из новембра 1989. године, током избора је било отворено 14.855 бирачких места.‍:стр. 71 Званични резултати избора објављени су 20. новембра, осам дана након одржавања истих.‍:стр. 19

### Председнички
Радио-телевизија Београд и Политика су од 13. новембра објављивали излазност и резултате председничких избора.‍:стр. 16 Саопштено је да је у Куршумлији 99% бирача гласало за Милошевића, а да је у неким селима општине Краљево Милошевић чак освојио све гласове.‍:стр. 16 Слични резултати забележени су у Качанику док је у Вучитрну Кертес освојио највише гласова.‍:стр. 17 У региону Санџака, Милошевић је освојио највише гласова.‍:стр. 17–18 Касније је објављено да је излазност била 83%, а да је Милошевић освојио 80% од свих датих гласова.‍:стр. 19 Милошевић је такође освојио већину гласова у Централној Србији, па у Војводини, док је на Косову освојио само 25% гласова.‍:стр. 80 У Београду је Милошевић добио 93% гласова, где је изласнот била 80.3%.‍:стр. 80
| Кандидат                                  | Кандидат                      | Странка                       | Гласови   | %      |
| ----------------------------------------- | ----------------------------- | ----------------------------- | --------- | ------ |
|                                           | Слободан Милошевић            | Савез комуниста Србије        | 4.452.312 | 80,36  |
|                                           | Михаљ Кертес                  | Савез комуниста Србије        | 480.924   | 8,68   |
|                                           | Зоран Пјанић                  | Савез комуниста Србије        | 404.853   | 7,31   |
|                                           | Мирослав Ђорђевић             | Савез комуниста Србије        | 202.627   | 3,66   |
| Укупно                                    | Укупно                        | Укупно                        | 5.540.716 | 100,00 |
|                                           |                               |                               |           |        |
| Укупни гласови                            | Укупни гласови                | Укупни гласови                | 5.540.716 | –      |
| Регистровани бирачи/излазност             | Регистровани бирачи/излазност | Регистровани бирачи/излазност | 6.631.839 | 83.55  |
| Извор: Републичка изборна комисија‍:стр. 19 |                               |                               |           |        |

### Парламентарни
За парламентарне изборе било је укупно регистровано 6.640.675 бирача који су имали право гласа.‍:стр. 34 Право гласа је искористило 82% уписаних бирача.‍:стр. 34 На парламентарним изборима, СКС је освојио 303 посланичких места у Скупштини СР Србије што је 20 мандата мање у односу на парламентарне изборе из 1986. године.‍:стр. 29 На изборима је такође изабрано 37 кандидата који нису били члан СКС.‍:стр. 29 У Већу удруженог рада, изабрана су 134 делегата СКС, у Веће оштина изабрано је 84 док у Друштвено-политичком савету изабрано је 85 делегата.‍:стр. 29
|                                                     |                               |           |       |         |     |  |
| Странка                                             | Странка                       | Гласови   | %     | Мандати | +/– |  |
|                                                     | Савез комуниста Србије        |           |       | 303     | –20 |  |
|                                                     | Независни                     |           |       | 37      | +20 |  |
| Укупно                                              | Укупно                        |           |       | 340     | 0   |  |
|                                                     |                               |           |       |         |     |  |
| Укупни гласови                                      | Укупни гласови                | 5.486.717 | –     |         |     |  |
| Регистровани бирачи/излазност                       | Регистровани бирачи/излазност | 6.640.675 | 82,35 |         |     |  |
| Извор: Републичка завод за статистику‍:стр. 34‍:стр. 29 |                               |           |       |         |     |  |

## Последице

### Вођство скупштине
Скупштина СР Србије је конституисана 5. децембра 1989. године. За председника Скупштине изабран је Зоран Соколовић, а за потпредседнике Вукашин Јокановић, Слободан Јањић и Ђорђе Шћепанчевић. Станко Радмиловић је такође био изабран за председника владе, док је 6. децембра Скупштина СР Србије званично прогласила Милошевића за председника председништва. Радмиловић је био Милошевићев лојалиста.

### Распад Савеза комуниста Југославије
Милошевић је 1989. године предложио реформе Савезне скупштине Југославије.‍:стр. 21 Овим предлозима се успротивила словеначка делегација, која је била за то да састав остане у складу са Уставом из 1974.‍:стр. 22 Због спора је организован први и једини ванредни конгрес за 1990. годину.‍:стр. 22 14. конгрес, одржан у Сава центру у Београду, на крају је организован за 20–23. јануар 1990.‍:стр. 26 Милан Панчевски је председавао над конгресом, на којем је присуствовало преко 1.600 делегата свих шест република и две аутономне покрајине.
Конгрес је почео полемиком Борута Пахора и Миломира Минића, а настављен је Миланом Кучаном који је рекао да Словенци одбацују предложену политику централизације Србије.‍:стр. 26–27 Цирил Рибичич и словеначка делегација изразили су разочарање првом пленарном седницом 14. конгреса.‍:стр. 27 Шеф српске делегације Милошевић је предлагао да се уведе систем „један човек – један глас“, али се томе успротивила словеначка делегација, која се залагала за реконструкцију СКЈ и Југославије у конфедерални систем. Уз помоћ делегата Косова, Војводине, Црне Горе и Југословенске народне армије, сви предлози словеначке и босанске делегације су одбијени, док су предлози Србије прихваћени.‍:стр. 83, 84
Словеначка делегација је на другом пленарном заседању напустила Конгрес, наводећи да „не желе бити суодговорни за агонију СК Југославије у којој је воде садашња наметања воље и носиоци тих наметања“.‍:стр. 28, 29 Упркос жељи Милошевића да конгрес настави без словеначке делегације, хрватска делегација, коју је предводио Ивица Рачан, успротивила се томе.‍:стр. 29 Хрватска делегација, којој су се придружиле македонска и босанскохерцеговачка делегација, убрзо је напустила конгрес.‍:стр. 29‍:стр. 84 Панчевски је прекинуо седницу у 3 ујутру за 23. јануар; 23. јануара прихваћен је остатак предлога Србије.‍:стр. 29 Трећа пленарна седница 14. конгреса никада није одржана, а СКЈ је престао да постоји.‍:стр. 29

### Уставни референдум 1990.
Док је Србија још била једнопартијска држава, у јулу 1990. организован је референдум о томе да ли да се усвоји нови устав или да се прво одрже вишестраначки избори. Већина бирача гласала је за усвајање новог устава упркос томе што су косовски Албанци бојкотовали референдум; Устав је усвојен септембра 1990. Први вишестраначки избори одржани су у децембру 1990. године.
Доношењем Устава из 1990. године, аутономне покрајине Косово и Војводина преименоване су у АП Косово и Метохија, односно Аутономну покрајину Војводину, док је Социјалистичка Република Србија преименована у Републику Србију. Моћ покрајина је знатно смањена.‍:стр. 170 Промењен је и изборни систем у Србији; укинут је делегатски систем, Скупштина СР Србије је преименована у Народну скупштину, а број посланичких места смањен на 250. Председник Народне скупштине је био и тај који је расписивао парламентарне и председничке изборе.
Србија је такође постала вишестраначка држава, што значи да су по Закону о политичким организацијама политичке партије могле да се региструју за учешће на будућим изборима.‍:стр. 9–10 СКС се спојио са Социјалистичким савезом радног народа Југославије и створио Социјалистичку партију Србије, док су се као политичке странке регистровале и опозиционе странке, попут Демократске странке, Српског покрета обнове, Народне радикалне странке и Народне сељачке странке.‍:стр. xx–xix‍:стр. 11